# Oratorio di San Geminiano
L'oratorio di San Geminiano è un luogo di culto cattolico dalle forme neoromaniche situato in strada San Geminiano a Vignale, frazione di Traversetolo, in provincia e diocesi di Parma; è sussidiario della parrocchiale dell'Assunzione di Maria Vergine e di San Geminiano di Vignale e fa parte della zona pastorale della Pedemontana.

## Storia
L'originario luogo di culto nacque quale chiesa a servizio del borgo di Bottone di Vignale in epoca medievale; l'edificio fu eretto forse già tra il X e l'XI secolo, tuttavia la più antica testimonianza della sua esistenza risale soltanto al 1230, quando la Capelle de Bottono fu citata nel Capitulum seu Rotulus Decimarum della diocesi di Parma tra le dipendenze della pieve di Traversetolo.
Nel 1403 l'edificio fu danneggiato durante gli scontri tra i Terzi e i Rossi.
Nel 1520 una bolla del papa Leone X sancì l'unione tra la cappella da tempo in rovina e la chiesa dell'Assunzione di Maria Vergine, che assegnò in patronato alla famiglia Carbognani.
Verso la metà del XVII secolo l'edificio fu probabilmente restaurato, ma nel 1714 fu completamente ricostruito dalle fondamenta. Ciò nonostante, nei decenni seguenti fu utilizzato sempre più raramente, tanto che le celebrazioni furono sospese nel 1833; nel 1856 le messe festive ricominciarono a essere officiate su richiesta della popolazione, ma a causa delle precarie condizioni della struttura furono nuovamente interrotte dopo il 1870.
Nel 1899 la chiesa risultava eccessivamente degradata, perciò fu sconsacrata e adibita dapprima a deposito comunale, poi ad asilo infantile e infine a scuola di lavoro, prima di essere completamente abbattuta nel 1921. Sul luogo dell'antico tempio furono avviati, su progetto dell'ingegner Ugo Bianchedi, i lavori di costruzione del nuovo oratorio, riutilizzando i materiali dell'edificio originario; la struttura fu completata all'inizio del 1926 e fu consacrata solennemente il 31 gennaio di quell'anno.
Dopo il 1958 la chiesetta, danneggiata da un cedimento del terreno di fondazione, fu restaurata.

## Descrizione

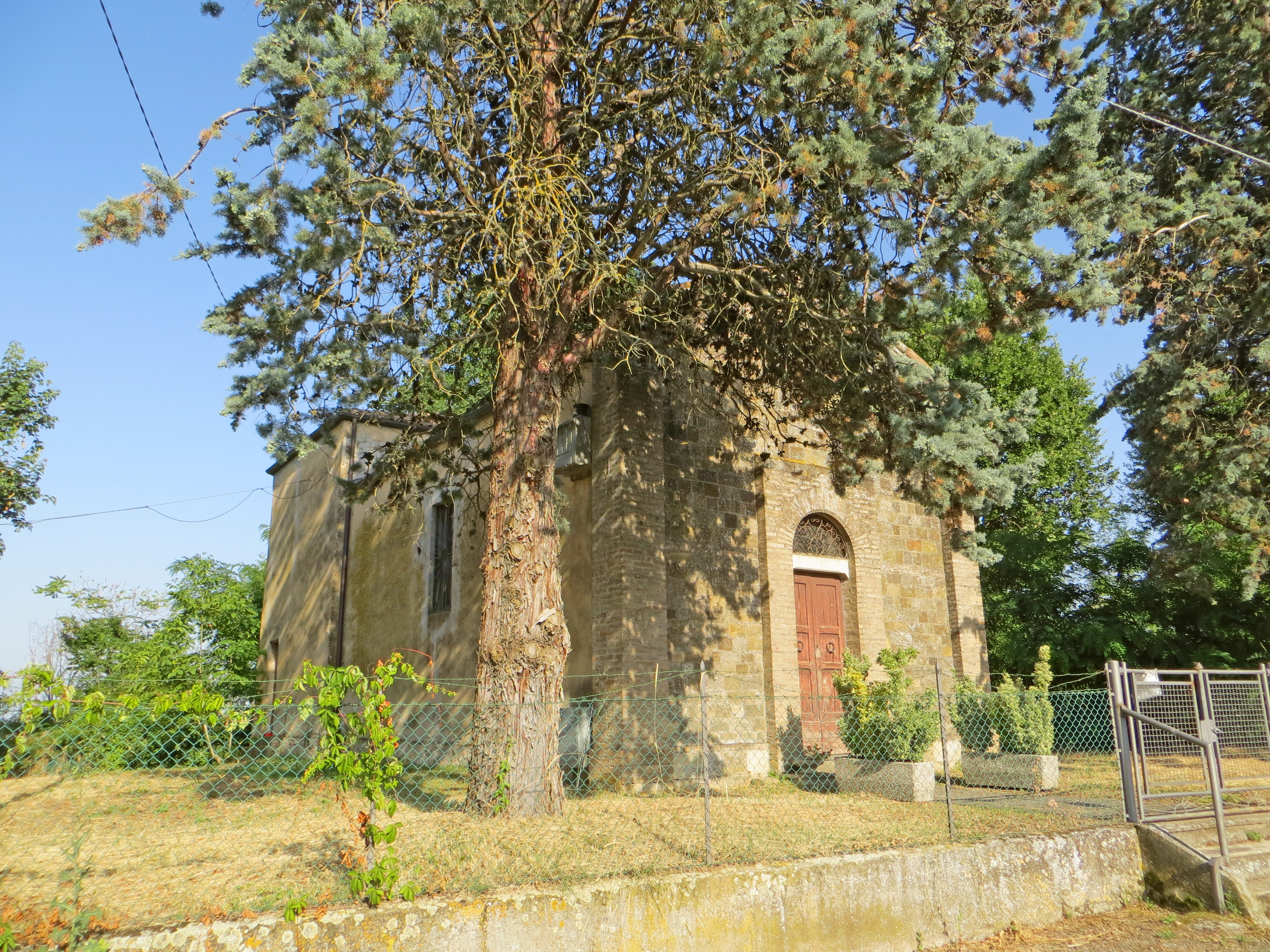
Facciata e lato nord

L'oratorio si sviluppa su un impianto a navata unica.
La simmetrica facciata a capanna, rivestita in conci regolari di pietra risalenti all'edificio originario, è caratterizzata dalla presenza del portale d'accesso centrale ad arco a tutto sesto, delimitato da una cornice in laterizio in rilievo; alle estremità si elevano due lesene in mattoni, mentre a coronamento corre una cornice ornata con un motivo a denti di sega.
All'interno l'oratorio conserva un dipinto raffigurante un episodio della Vita di san Geminiano.